# Luis Carlos Machado
Luís Carlos Machado más conocido como Escurinho (Porto Alegre, Brasil, 18 de enero de 1950 - Porto Alegre, Brasil, 27 de septiembre de 2011), fue un futbolista brasileño, que jugaba como delantero y militó en diversos clubes de Brasil, Chile y Ecuador.

## Trayectoria
Se destacó como cabeceador y debutó profesionalmente en el Internacional (club donde es ídolo y además donde hizo las inferiores) entre 1970 y 1977, con breve paso incluido por el Farroupilha (donde estuvo a préstamo, en el segundo semestre de 1971), participando de las dos primeras conquistas del campeonato brasileño, alcanzadas por el club colorado, además de siete títulos estaduales consecutivos. En 1978 fichó por el Palmeiras, club con el cual obtuvo el subcampeonato del campeonato brasileño. En 1979 fue traspasado al Internacional de Limeira y un año después, fichó por el Coritiba. En 1981 tuvo su primera experiencia en el extranjero, jugando por el Barcelona Sporting Club en Ecuador, con el cual fue campeón del Campeonato Ecuatoriano de ese año. Un año más tarde, Escurinho regresó a Brasil para fichar por el Vitória. En 1983 fue traspasado al Bragantino y un año después, el delantero fichó por el Caxias. En 1985 Escurinho vuelve a jugar en el extranjero, esta vez lo hizo en Chile, para fichar por el Deportes La Serena, equipo que en ese año jugaba en la Primera División. Luego de jugar un año en Chile, regresó nuevamente a su país, para fichar por el modesto Avenida (equipo donde puso fin a su carrera futbolística).
En la mitad de los años 1970, el delantero grabó un vinilo, que componía sambas con músicos de la MPB brasileña, como Wilson Ney y Bediu.
En 2009, Escurinho necesitó amputar parte de una de las piernas, en función de problemas de salud, como insuficiencia renal y diabetes. Para ayudar en el tratamiento, el Internacional decidió donar para él, la taquilla de la película "Nada nos separa", que narra los 100 años de vida del equipo Colorado, conmemorados en 2009.

## Muerte
Escurinho murió en su ciudad natal Porto Alegre, el 27 de septiembre de 2011, siendo víctima de un paro cardíaco. El atacante sufría de diabetes, estaba internado desde abril en el Hospital de las Clínicas de Porto Alegre, donde pasó por cirugía para la amputación de la pierna izquierda (la derecha fue amputada en 2009).

## Clubes
| Equipo                   | País    | Año         |
| ------------------------ | ------- | ----------- |
| Internacional            | Brasil  | 1970 - 1971 |
| Farroupilha              | Brasil  | 1971        |
| Internacional            | Brasil  | 1972 - 1977 |
| Palmeiras                | Brasil  | 1978        |
| Internacional de Limeira | Brasil  | 1979        |
| Farroupilha              | Brasil  | 1980        |
| Barcelona                | Ecuador | 1981        |
| Vitória                  | Brasil  | 1982        |
| Bragantino               | Brasil  | 1983        |
| Caxias                   | Brasil  | 1984        |
| Deportes La Serena       | Chile   | 1985        |
| Avenida                  | Brasil  | 1986        |

## Títulos

### Como jugador
| Título                 | Club          | País    | Año  |
| ---------------------- | ------------- | ------- | ---- |
| Campeonato Gaúcho      | Internacional | Brasil  | 1970 |
| Campeonato Gaúcho      | Internacional | Brasil  | 1971 |
| Campeonato Gaúcho      | Internacional | Brasil  | 1972 |
| Campeonato Gaúcho      | Internacional | Brasil  | 1973 |
| Campeonato Gaúcho      | Internacional | Brasil  | 1974 |
| Campeonato Gaúcho      | Internacional | Brasil  | 1975 |
| Campeonato Brasileño   | Internacional | Brasil  | 1975 |
| Campeonato Gaúcho      | Internacional | Brasil  | 1976 |
| Campeonato Brasileño   | Internacional | Brasil  | 1976 |
| Campeonato Ecuatoriano | Barcelona     | Ecuador | 1981 |